# Обухов, Константин Михайлович
Константин Михайлович Обухов (1923—1994) — советский государственный деятель, генерал-майор (1972).

## Биография
Родился 5 мая 1923 года в деревне Вороново (с 1924 — Александровского уезда Владимирской губернии, ныне — Петушинского района Владимирской области).
Окончив в 1941 году среднюю школу № 461 в Москве, с ноября 1941 стал участником Великой Отечественной войны. Службу начал красноармейцем 108-го стрелкового полка 33-й запасной бригады, 353-го стрелкового полка 4-й запасной курсантской бригады Московского военного округа, в феврале 1942 убыл на фронт. В 1942—1943 годах был заместителем политрука 17-го гвардейского стрелкового полка, позже — заместителем командира пулеметной роты 21-го гвардейского стрелкового полка 5-й гвардейской стрелковой дивизии Западного фронта. После ранения и излечения, проходил службу в 55-м отдельном офицерском полку Московского военного округа. В 1944—1945 годах был курсантом Ярославского военно-пехотного училища. Затем командовал стрелковой ротой 1248-го стрелкового полка 376-й стрелковой дивизии на 2-м Прибалтийском фронте.
В конце войны Константин Обухов был снова ранен и после нахождения в госпитале был на работу в контрразведку СМЕРШ, начав службу в органах госбезопасности. В 1945—1946 годах учился в Ленинградской школе Главного управления контрразведки СМЕРШ. После её окончания, с 1946 года, работал в центральном аппарате МГБ-КГБ: был оперуполномоченным, старшим оперуполномоченный в 5-м Управлении МГБ СССР; с 1954 года — старший оперуполномоченный, начальник отделения 4-го Управления КГБ при Совете Министров СССР. В 1957 году окончил Всесоюзный заочный юридический институт (в настоящее время Московский государственный юридический университет).
В 1960—1966 годах К. М. Обухов — председатель КГБ Карельской АССР (февраль 1960 — февраль 1966); в 1966—1970 годах — заместитель начальника службы 2-го Главного управления, затем заместитель начальника 5-го Управления КГБ при Совете Министров СССР; в 1970—1975 годах — начальник УКГБ по Омской области. В 1975—1990 годах работал в аппарате КГБ СССР: заместитель начальника Инспекторского управления КГБ.
Умер 16 октября 1994 года в Москве. Был похоронен на Троекуровском кладбище города.

## Награды
Был награждён орденами Красной Звезды (1945), «Знак Почета» (1966), Трудового Красного Знамени (1971, 1977) и Отечественной войны I степени (1985), а также медалями, среди которых «За отвагу» (1943), «За победу над Германией в Великой Отечественной войне 1941—1945 гг.» (1945), «За боевые заслуги» (1954), «За укрепление боевого содружества» (1981). Удостоен нагрудного знака «Почетный сотрудник госбезопасности» (1961).